# Нік-Фейрв'ю (Аляска)
Нік-Фейрв'ю (англ. Knik-Fairview) — переписна місцевість (CDP) в США, в окрузі Матануска-Сусітна штату Аляска. Населення — 19 297 осіб (2020).

## Географія
Нік-Фейрв'ю розташований за координатами 61°29′50″ пн. ш. 149°39′16″ зх. д. / 61.49722° пн. ш. 149.65444° зх. д. (61.497160, -149.654505).  За даними Бюро перепису населення США в 2010 році переписна місцевість мала площу 218,23 км², з яких 215,23 км² — суходіл та 3,00 км² — водойми.

## Демографія
Згідно з переписом 2010 року, у переписній місцевості мешкали 14 923 особи в 5040 домогосподарствах у складі 3791 родини. Густота населення становила 68 осіб/км².  Було 5535 помешкань (25/км²).
Расовий склад населення:
| - 84,3 % — білих - 5,3 % — корінних американців - 1,4 % — азіатів - 1,0 % — чорних або афроамериканців - 0,4 % — вихідців з тихоокеанських островів |

До двох чи більше рас належало 7,2 %. Частка іспаномовних становила 4,1 % від усіх жителів.
За віковим діапазоном населення розподілялося таким чином: 32,4 % — особи молодші 18 років, 61,8 % — особи у віці 18—64 років, 5,8 % — особи у віці 65 років та старші. Медіана віку мешканця становила 31,2 року. На 100 осіб жіночої статі у переписній місцевості припадало 106,8 чоловіків;  на 100 жінок у віці від 18 років та старших — 105,9 чоловіків також старших 18 років.
Середній дохід на одне домашнє господарство  становив 91 040 доларів США (медіана — 82 858), а середній дохід на одну сім'ю — 99 770 доларів (медіана — 90 884). Медіана доходів становила 69 966 доларів для чоловіків та 50 214 долари для жінок. За межею бідності перебувало 8,2 % осіб, у тому числі 6,5 % дітей у віці до 18 років та 4,6 % осіб у віці 65 років та старших.
Цивільне працевлаштоване населення становило 6787 осіб. Основні галузі зайнятості: освіта, охорона здоров'я та соціальна допомога — 21,7 %, будівництво — 13,3 %, публічна адміністрація — 10,7 %, транспорт — 8,4 %.